# Cheer Chen
Cheer Chen (chinois traditionnel : 陳綺貞 ; née le 26 juin 1975) est une auteure-compositrice taïwanaise. Son dernier album en date, Sofa Sea, est publié en 2018.

## Biographie

### Jeunesse
Cheer naît le 6 juin 1975 à Taipei. Sa mère l'encourage dans sa passion pour la musique dès son plus jeune âge. Chen est une ancienne élève du lycée municipal de filles Jingmei de Taipei (臺北市立景美女子高級中學) et de l'Université nationale Chengchi (國立政治大學),. Sa chanson Little School Song (小小校歌) est généralement considérée comme la chanson thème non officielle du lycée pour filles Jingmei.

### Carrière
Cheer est ancienne chanteuse et guitariste d'un groupe underground appelé Sunscreen (防曬油) dans les années 1990. Elle produit ses premiers enregistrements de démos en solo en 1997. Lors d'un concert dans un pub, Chen est remarquée et félicitée par le célèbre musicien taïwanais de rock Wu Bai. En 1997, elle signe avec Rock Records et son premier album Think Twice sort en juillet 1998, alors qu'elle est encore étudiante à l'Université nationale Chengchi. Elle obtient une licence de philosophie à l'université.
Cheer est souvent impliquée dans des activités de bénévolat. Chen apparaît également sur scène à plusieurs reprises avec le groupe taïwanais Mayday. Le chanteur Ashin (陳信宏) du groupe Mayday déclare à propos de Chen : « Je pense que Cheer est une parolière fantastique, ses paroles ressemblent à un couteau doux qui semble inoffensif mais qui est en fait tranchant »,,. La plupart des chansons de Chen sont en chinois mandarin, et occasionnellement en anglais. Elle écrit la plupart de ses musiques et de ses paroles. Elle joue de la guitare acoustique sur la plupart de ses chansons, et parfois de la guitare électrique et du piano.
L'album Groupies de Cheer, sorti en 2002, se classe parmi les 200 meilleurs albums de tous les temps par l'Institut taïwanais de la musique. Cheer quitte Rock Records en 2003 et sort depuis ses disques de manière indépendante. En 2004-2005, elle apparaît dans des publicités pour les jeans Lee aux côtés de Stanley Huang. Une chanson qu'elle a écrite pour les publicités figure sur son quatrième album Peripeteia, sorti en 2006. Cet album remporte le prix du meilleur producteur d'album de musique et le prix de la meilleure vidéo musicale lors de la 17e édition des Golden Melody Awards. Cheer est également nommée pour le prix de la meilleure interprète féminine et du meilleur album de l'année,. En 2010, elle est nommée pour un autre Golden Melody Award, celui de la meilleure auteure-compositrice.
En 2009, Cheer devient porte-parole des appareils photo Nikon. En 2010, elle apparaît dans une publicité Adidas aux côtés de célébrités mondiales telles que Lee Hyori, David Beckham et Oasis. En 2011, elle devient porte-parole de la boisson aux herbes Sokenbicha pour le marché taïwanais. Toujours en 2009, Cheer sort son cinquième album Immortal, masterisé par Bernie Grundman, lauréat d'un Grammy Award, et nommé l'un des 10 albums en mandarin les plus vendus de l'année lors des IFPI Hong Kong Album Sales Awards.
En 2012, Cheer forme un projet de musique électronique et expérimentale avec le producteur Tiger Chung appelé The Verse (à l'origine The Voice). Elle incorpore certaines chansons de ce projet dans ses concerts en solo. Cheer publie l'album Songs of Transience en 2013. Après avoir fait une pause de plusieurs années, elle publie son septième album Sofa Sea en décembre 2018. 

## Discographie notable

### Albums studio
- 1998 : Think Twice (讓我想一想)
- 2000 : Lonely Without You (還是會寂寞)
- 2002 : Groupies (吉他手)
- 2005 : Peripeteia (華麗的冒險)
- 2009 : Immortal (太陽)
- 2013 : Songs of Transience (時間的歌)
- 2018 : Sofa Sea (沙發海)